# Dokonalé rande
Dokonalé rande (v anglickém originále The Perfect Date) je americký komediální film režiséra Chrisa Nelsona. Scénář napsali Steve Bloom a Randall Green. Hlavní role hrají Noah Centineo, Laura Marano, Camila Mendes, Odiseas Gerorgiadis a Matt Walsh. Zveřejněn byl 12. dubna 2019 na Netflixu.

## Obsazení
- Noah Centineo jako Brooks Rattigan
- Camila Mendes jako Shelby Pace
- Laura Marano jako Celia Lieberman
- Matt Walsh jako Charlie Rattigan
- Odiseas Gerorgiadis jako Murph
- Wayne Péré jako Delbert Newhouse

## Produkce
V březnu 2018 bylo oznámeno, že ve filmu si zahrají Noah Centineo, Camila Mendes, Laura Marano, Matt Walsh a Odiseas Georgiadis. Původní název filmu byl The Stand-Off. V lednu 2019 bylo oznámeno, že Netflix získal celosvětové distribuční práva k filmu nově nazvaném Perfect Date.

### Natáčení
Natáčení bylo zahájeno v březnu 2018 v New Orleans.